# Camptocladius atomus
Camptocladius atomus är en tvåvingeart som först beskrevs av Jean-Jacques Kieffer 1918.  Camptocladius atomus ingår i släktet Camptocladius och familjen fjädermyggor. Inga underarter finns listade i Catalogue of Life.